# شیرویه اسواری
شیرویه اسواری یکی از نجیب‌زادگان ایرانی و از اسواران (سواره نظام) ساسانی که بعداً از آن واحد جدا شد و به اساوره لشکر راشدین پیوست. او ساکن بصره بود و با شاهزاده‌ای ساسانی به نام مرجانه ازدواج کرده بود.